# Machimus paganus
Machimus paganus är en tvåvingeart som beskrevs av Becker 1923. Machimus paganus ingår i släktet Machimus och familjen rovflugor. Inga underarter finns listade i Catalogue of Life.